# فاصمة منصهرة قابلة لإعادة الضبط

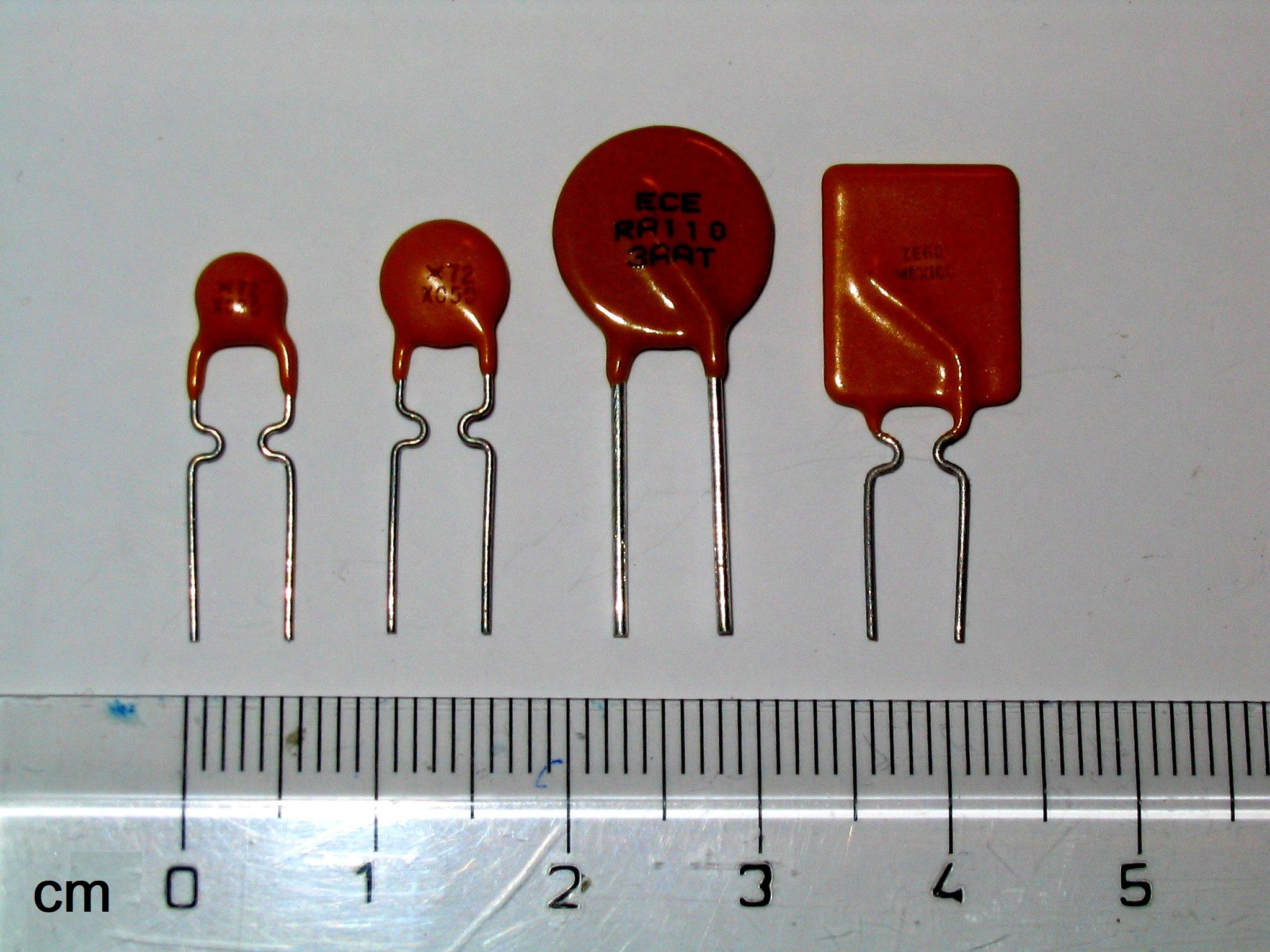
الصمامات القابلة لإعادة الضبط - أجهزة PolySwitch

الفاصمة المنصهرة القابلة لإعادة الضبط وتُعرف أيضًا باسم الصمامات القابلة لإعادة الضبط (PPTC) هو مكون إلكتروني سلبي يستخدم للحماية من أعطال التيار الزائد في الدوائر الإلكترونية. يُعرف الجهاز أيضًا بالإنجليزيّة باسم multifuse أو polyfuse أو polyswitch، وهو متشابهٌ في وظيفته مع الثرمستورات في مواقف معينة ولكنه يعمل على تغييرات ميكانيكية بدلاً من تأثيرات حامل الشحنة في أشباه الموصلات. تم اكتشاف هذه الأجهزة ووصفها لأول مرة بواسطة جيرالد بيرسون في مختبرات بل (بالإنجليزية: Bell Labs)‏ في عام 1939 ووصفها في براءة الاختراع الأمريكية رقم 2،258،958.

## طريقة العمل
يتكون جهاز الفاصمة المنصهرة القابلة لإعادة الضبط من البوليمر ومن مصفوفة بوليمر عضوية متبلورة غير موصلة محملة بجزيئات أسود الكربون، لجعلها موصلة للكهرباء. أثناء البرودة، يكون البوليمر في حالة بلورية، مع دفع الكربون إلى المناطق الواقعة بين البلورات، مكونًا العديد من السلاسل الموصلة. نظرًا لأنه موصل («المقاومة الأولية»)، فإنه سيمرر تيارًا. إذا تم تمرير الكثير من التيار عبر الجهاز، فسيبدأ الجهاز في التسخين. مع تسخين الجهاز، سيتمدد البوليمر، متحولًا من حالة متبلورة إلى حالة غير متبلورة.، يفصل التمدد جزيئات الكربون ويكسر المسارات الموصلة، مما يتسبب في تسخين الجهاز بشكل أسرع والتوسع أكثر، مما يزيد من المقاومة. هذه الزيادة في المقاومة تقلل بشكل كبير من التيار في الدائرة. لا يزال تيار صغير (تسرب) يتدفق عبر الجهاز وهو كافٍ للحفاظ على درجة الحرارة عند مستوى يبقيه في حالة مقاومة عالية. يمكن أن يتراوح تيار التسرب من أقل من مائة مللي أمبير عند الفولتية المقدرة إلى بضع مئات مللي أمبير عند الفولتية المنخفضة. يمكن القول أن الجهاز لديه وظيفة الإغلاق. تيار الانتظار هو الحد الأقصى للتيار الذي يضمن للجهاز عدم التعثر فيه. تيار الرحلة هو التيار الذي يضمن للجهاز السفر عنده.
عند إزالة الطاقة، سيتوقف التسخين الناتج عن تيار التسرب وسيبرد جهاز الفاصمة المنصهرة القابلة لإعادة الضبط عندما يبرد الجهاز، يستعيد هيكله البلوري الأصلي ويعود إلى حالة المقاومة المنخفضة حيث يمكنه الاحتفاظ بالتيار كما هو محدد للجهاز. عادةً ما يستغرق هذا التبريد بضع ثوانٍ، على الرغم من أن الجهاز المعطل سيحتفظ بمقاومة أعلى قليلاً لساعات، إلا إذا كانت الطاقة فيه أضعف، أو تم استخدامها غالبًا، وتقترب ببطء من قيمة المقاومة الأولية. لن تتم إعادة الضبط غالبًا حتى إذا تمت إزالة الخطأ بمفرده مع استمرار تدفق الطاقة حيث قد يكون تيار التشغيل أعلى من تيار التثبيت لجهاز الفاصمة المنصهرة القابلة لإعادة الضبط. لا يجوز للجهاز العودة إلى قيمته الأصلية المقاومة ؛ من المرجح أن تستقر عند مقاومة أعلى بكثير (تصل إلى 4 أضعاف القيمة الأولية). قد يستغرق الأمر ساعات أو أيام أو أسابيع أو حتى سنوات حتى يعود الجهاز إلى قيمة مقاومة مماثلة لقيمته الأصلية، على كل حال. جهاز الفاصمة المنصهرة القابلة لإعادة الضبط له تصنيف حالي وتصنيف جهد.

## التطبيقات
غالبًا ما تُستخدم هذه الأجهزة في إمدادات طاقة الكمبيوتر، ويرجع ذلك إلى حد كبير إلى معيار PC 97 (الذي يوصي بجهاز كمبيوتر محكم الإغلاق لا يتعين على المستخدم فتحه مطلقًا)، وفي التطبيقات الفضائية / النووية حيث يصعب الاستبدال. تطبيق آخر لمثل هذه الأجهزة هو حماية مكبرات الصوت، وخاصة مكبرات الصوت، من التلف عند القيادة الزائدة: من خلال وضع المقاوم أو المصباح الكهربائي بالتوازي مع جهاز الفاصمة المنصهرة القابلة لإعادة الضبط، يمكن تصميم دائرة تحد من التيار الكلي من خلال مكبر الصوت إلى قيمة آمنة بدلاً من قطعها، مما يسمح للسماعة بمواصلة العمل دون ضرر عندما يوفر مكبر الصوت طاقة أكبر مما يمكن لمكبر الصوت تحمله. بينما يمكن أن يوفر المصهر أيضًا حماية مماثلة، إذا تم تفجير المصهر، فلن يعمل مكبر الصوت حتى يتم استبدال المصهر.